# Seznam polkov Kraljevine Jugoslavije
Seznam polkov Kraljevine Jugoslavije.

## Pehotni
- 1. gardni pehotni polk (Kraljevina Jugoslavija)
- 1. pehotni polk (Kraljevina Jugoslavija)
- 2. pehotni polk (Kraljevina Jugoslavija)
- 3. pehotni polk (Kraljevina Jugoslavija)
- 4. pehotni polk (Kraljevina Jugoslavija)
- 5. pehotni polk (Kraljevina Jugoslavija)
- 6. pehotni polk (Kraljevina Jugoslavija)
- 7. pehotni polk (Kraljevina Jugoslavija)
- 8. pehotni polk (Kraljevina Jugoslavija)
- 9. pehotni polk (Kraljevina Jugoslavija)
- 10. pehotni polk (Kraljevina Jugoslavija)
- 11. pehotni polk (Kraljevina Jugoslavija)
- 12. pehotni polk (Kraljevina Jugoslavija)
- 13. pehotni polk (Kraljevina Jugoslavija)
- 14. pehotni polk (Kraljevina Jugoslavija)
- 15. pehotni polk (Kraljevina Jugoslavija)
- 16. pehotni polk (Kraljevina Jugoslavija)
- 17. pehotni polk (Kraljevina Jugoslavija)
- 18. pehotni polk (Kraljevina Jugoslavija)
- 19. pehotni polk (Kraljevina Jugoslavija)
- 20. pehotni polk (Kraljevina Jugoslavija)
- 21. pehotni polk (Kraljevina Jugoslavija)
- 22. pehotni polk (Kraljevina Jugoslavija)
- 23. pehotni polk (Kraljevina Jugoslavija)
- 24. pehotni polk (Kraljevina Jugoslavija)
- 25. pehotni polk (Kraljevina Jugoslavija)
- 26. pehotni polk (Kraljevina Jugoslavija)
- 27. pehotni polk (Kraljevina Jugoslavija)
- 28. pehotni polk (Kraljevina Jugoslavija)
- 29. pehotni polk (Kraljevina Jugoslavija)
- 30. pehotni polk (Kraljevina Jugoslavija)
- 31. pehotni polk (Kraljevina Jugoslavija)
- 32. pehotni polk (Kraljevina Jugoslavija)
- 33. pehotni polk (Kraljevina Jugoslavija)
- 34. pehotni polk (Kraljevina Jugoslavija)
- 35. pehotni polk (Kraljevina Jugoslavija)
- 36. pehotni polk (Kraljevina Jugoslavija)
- 37. pehotni polk (Kraljevina Jugoslavija)
- 38. pehotni polk (Kraljevina Jugoslavija)
- 39. pehotni polk (Kraljevina Jugoslavija)
- 41. pehotni polk (Kraljevina Jugoslavija)
- 40. pehotni polk (Kraljevina Jugoslavija)
- 42. pehotni polk (Kraljevina Jugoslavija)
- 43. pehotni polk (Kraljevina Jugoslavija)
- 44. pehotni polk (Kraljevina Jugoslavija)
- 45. pehotni polk (Kraljevina Jugoslavija)
- 46. pehotni polk (Kraljevina Jugoslavija)
- 47. pehotni polk (Kraljevina Jugoslavija)
- 48. pehotni polk (Kraljevina Jugoslavija)
- 49. pehotni polk (Kraljevina Jugoslavija)
- 50. pehotni polk (Kraljevina Jugoslavija)
- 51. pehotni polk (Kraljevina Jugoslavija)
- 53. pehotni polk (Kraljevina Jugoslavija)
- 54. pehotni polk (Kraljevina Jugoslavija)
- 55. pehotni polk (Kraljevina Jugoslavija)
- 56. pehotni polk (Kraljevina Jugoslavija)
- 57. pehotni polk (Kraljevina Jugoslavija)
- 58. pehotni polk (Kraljevina Jugoslavija)
- 59. pehotni polk (Kraljevina Jugoslavija)
- 60. pehotni polk (Kraljevina Jugoslavija)
- 61. pehotni polk (Kraljevina Jugoslavija)
- 62. pehotni polk (Kraljevina Jugoslavija)
- 63. pehotni polk (Kraljevina Jugoslavija)
- 64. pehotni polk (Kraljevina Jugoslavija)
- 65. pehotni polk (Kraljevina Jugoslavija)
- 66. pehotni polk (Kraljevina Jugoslavija)
- 70. pehotni polk (Kraljevina Jugoslavija)
- 72. pehotni polk (Kraljevina Jugoslavija)
- 74. pehotni polk (Kraljevina Jugoslavija)
- 75. pehotni polk (Kraljevina Jugoslavija)
- 76. pehotni polk (Kraljevina Jugoslavija)
- 83. pehotni polk (Kraljevina Jugoslavija)
- 84. pehotni polk (Kraljevina Jugoslavija)
- 85. pehotni polk (Kraljevina Jugoslavija)
- 87. pehotni polk (Kraljevina Jugoslavija)
- 89. pehotni polk (Kraljevina Jugoslavija)
- 90. pehotni polk (Kraljevina Jugoslavija)
- 91. pehotni polk (Kraljevina Jugoslavija)
- 92. pehotni polk (Kraljevina Jugoslavija)
- 104. pehotni polk (Kraljevina Jugoslavija)
- 105. pehotni polk (Kraljevina Jugoslavija)
- 106. pehotni polk (Kraljevina Jugoslavija)
- 108. pehotni polk (Kraljevina Jugoslavija)
- 110. pehotni polk (Kraljevina Jugoslavija)
- 112. pehotni polk (Kraljevina Jugoslavija)
- 119. pehotni polk (Kraljevina Jugoslavija)
- 121. pehotni polk (Kraljevina Jugoslavija)
- 126. pehotni polk (Kraljevina Jugoslavija)
- 128. pehotni polk (Kraljevina Jugoslavija)
- 147. pehotni polk (Kraljevina Jugoslavija)
- 150. pehotni polk (Kraljevina Jugoslavija)
- 151. pehotni polk (Kraljevina Jugoslavija)

## Artilerijski
- gardni artilerijski polk (Kraljevina Jugoslavija)
- 1. artilerijski polk (Kraljevina Jugoslavija)
- 3. artilerijski polk (Kraljevina Jugoslavija)
- 5. artilerijski polk (Kraljevina Jugoslavija)
- 7. artilerijski polk (Kraljevina Jugoslavija)
- 8. artilerijski polk (Kraljevina Jugoslavija)
- 9. artilerijski polk (Kraljevina Jugoslavija)
- 10. artilerijski polk (Kraljevina Jugoslavija)
- 12. artilerijski polk (Kraljevina Jugoslavija)
- 13. artilerijski polk (Kraljevina Jugoslavija)
- 15. artilerijski polk (Kraljevina Jugoslavija)
- 17. artilerijski polk (Kraljevina Jugoslavija)
- 20. artilerijski polk (Kraljevina Jugoslavija)
- 22. artilerijski polk (Kraljevina Jugoslavija)
- 25. artilerijski polk (Kraljevina Jugoslavija)
- 27. artilerijski polk (Kraljevina Jugoslavija)
- 30. artilerijski polk (Kraljevina Jugoslavija)
- 31. artilerijski polk (Kraljevina Jugoslavija)
- 32. artilerijski polk (Kraljevina Jugoslavija)
- 33. artilerijski polk (Kraljevina Jugoslavija)
- 34. artilerijski polk (Kraljevina Jugoslavija)
- 38. artilerijski polk (Kraljevina Jugoslavija)
- 40. artilerijski polk (Kraljevina Jugoslavija)
- 42. artilerijski polk (Kraljevina Jugoslavija)
- 44. artilerijski polk (Kraljevina Jugoslavija)
- 46. artilerijski polk (Kraljevina Jugoslavija)
- 47. artilerijski polk (Kraljevina Jugoslavija)
- 49. artilerijski polk (Kraljevina Jugoslavija)
- 50. artilerijski polk (Kraljevina Jugoslavija)
- 66. artilerijski polk (Kraljevina Jugoslavija)
- 76. artilerijski polk (Kraljevina Jugoslavija)
- 101. težki motorizirani artilerijski polk (Kraljevina Jugoslavija)
- 102. težki motorizirani artilerijski polk (Kraljevina Jugoslavija)
- 111. težki motorizirani artilerijski polk (Kraljevina Jugoslavija)
- 112. težki motorizirani artilerijski polk (Kraljevina Jugoslavija)
- 113. težki motorizirani artilerijski polk (Kraljevina Jugoslavija)
- 114. težki motorizirani artilerijski polk (Kraljevina Jugoslavija)

## Konjeniški
- 1. gardni konjeniški polk (Kraljevina Jugoslavija)
- 2. gardni konjeniški polk (Kraljevina Jugoslavija)
- 1. konjeniški polk (Kraljevina Jugoslavija)
- 2. konjeniški polk (Kraljevina Jugoslavija)
- 3. konjeniški polk (Kraljevina Jugoslavija)
- 5. konjeniški polk (Kraljevina Jugoslavija)
- 7. konjeniški polk (Kraljevina Jugoslavija)
- 8. konjeniški polk (Kraljevina Jugoslavija)
- 51. konjeniški polk (Kraljevina Jugoslavija)
- 66. konjeniški polk (Kraljevina Jugoslavija)
- 71. konjeniški polk (Kraljevina Jugoslavija)
- 76. konjeniški polk (Kraljevina Jugoslavija)

## Inženirski
- 1. motorizirani inženirski polk (Kraljevina Jugoslavija)
- 2. motorizirani inženirski polk (Kraljevina Jugoslavija)

## Alpski
- 1. alpski polk (Kraljevina Jugoslavija)
- 2. alpski polk (Kraljevina Jugoslavija)